# Morychus aeneolus
Morychus aeneolus är en skalbaggsart som först beskrevs av Leconte 1863.  Morychus aeneolus ingår i släktet Morychus och familjen kulbaggar. Inga underarter finns listade i Catalogue of Life.